# Bandera Roja (organització)
L'Organització Comunista d'Espanya - Bandera Roja, o simplement Bandera Roja, fou una organització política comunista catalana i espanyola de tendència marxista-leninista fundada a Barcelona el 1968, i ampliada el 1973 a l'àmbit estatal.

## Ideologia
El comunisme de Bandera Roja militava dins de l'esfera marxista-leninista. Pel que fa a l'agenda espanyola, es mostrava favorable a acceptar temporalment una república democràtica de tipus federal que respectés els diversos pobles. Però aquest només havia de ser un pas previ al veritable objectiu: l'establiment d'un règim socialista, seguint l'exemple dels estats existents.

## Història
Els esdeveniments parisencs del Maig del 68 van suposar un poderós exemple pels estudiants universitaris de tot Europa. Envalentits per aquesta mobilització, un grup d'universitaris catalans que provenien majoritàriament del PSUC van fundar l'Organització Comunista - Bandera Roja, també molt influïda per la visió distorsionada que es tenia llavors de la revolució cultural xinesa.
El 1973 es va refundar com a Organització Comunista d'Espanya - Bandera Roja, integrant militants de la resta de l'estat espanyol. En canvi, l'any següent els més moderats l'abandonaren per incorporar-se al PSUC. Després d'aquesta escissió l'organització s'afermà en l'ideari maoista i en la denúncia de la reforma post-franquista.
El 1977 es va inscriure com a partit legal i els principals dirigents foren Ignasi Faura Ventosa, Ferran Fullá Sala, Santiago Medina Morales, Pep V. Martínez Barceló, Ángel Panyella Amil, José A. González Caraballo, José A. Casasola Guerrero, Paquita Montes Marmolejo, M. Fuencisla García García, Carlos A. Lucio Fernández, José J. Pérez Fernández, F. Xavier Corominas Mainegre, Lola Irún Ruiz, Eduardo Fernández Sánchez, Luis Lamiel Trallero, Eduard Zafra Galán, Emilio Vega Rodríguez, J. Manuel Sáez García i Julio Velasco Benayón. El 1980 l'anomenat Col·lectiu Comunista Català, sector nacionalista que se n'havia separat al juny de 1979, dins el qual hi havia Joan Oms Llohís, es va incorporar a Nacionalistes d'Esquerra. La majoria dels militants restants, aproximadament una quarta part, es van reincorporar al PSUC i al PCE el març de 1989.

### Publicacions
Es va imprimir més d'una revista des de diversos punts:
- Bandera Roja, publicació principal (Catalunya)
- Estrella Roja (Catalunya)
- El Comunista (País Valencià)
- Unidad Roja (Andalusía)
- Unidad Popular (Asturias)
- Adelante (Madrid)
- Ardatzak (Euskadi)
- Jóvenes Comunistas (JCE (BR))
- Rebelión (JBR)

### Llista de militants coneguts

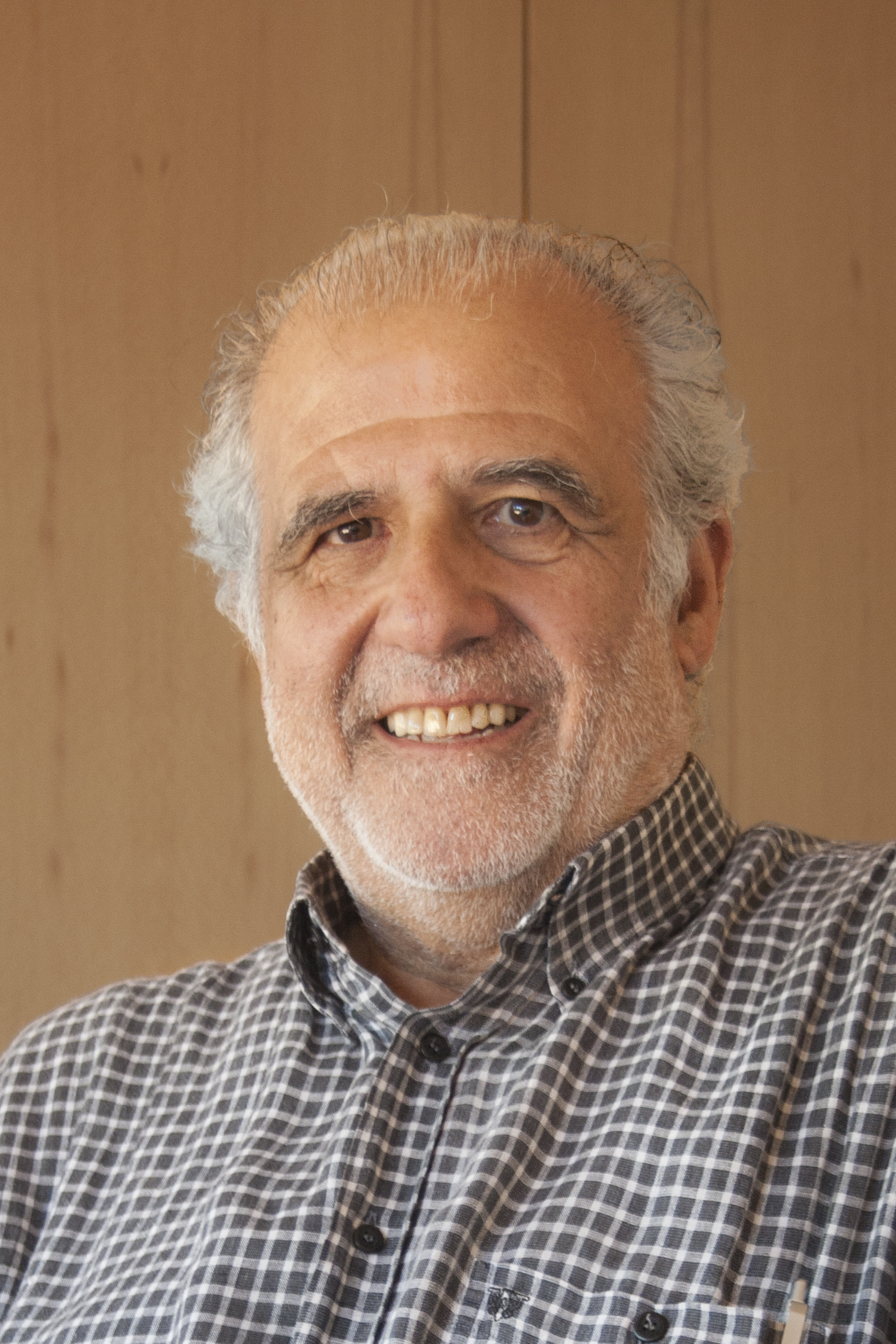
Ignasi Faura

Alguns polítics i persones amb una activitat pública rellevant en el camp de la cultura, el periodisme, l'economia, la docència, la recerca o l'associacionisme van ser en algun moment militants de l'OCR - BR.
- Alfons Carles Comín, fundador de Cristians pel socialisme
- Francesc Obrador Moratinos, fundador de Cristians pel socialisme, exmembre del Consell Insular de Mallorca i exbatle de Calvià pel PSIB-PSOE.
- Jordi Solé Tura, un dels "pares" de la Constitució Espanyola de 1978 en ser membre de la Comissió constituent del Congrés; entre 1991 i 1993 va ser ministre de cultura en el govern del PSOE
- Ignasi Faura i Ventosa, secretari general de Hispacoop (Confederación Española de Cooperativas de Consumidores). Passa la seva infantesa entre Barcelona, Vallvidrera i la Serra de l'Ubach, on la família hi tenia una masia. Nascut en el si d'una família catòlica practicant, des de molt jove s'implica en moviments socials catòlics, que l'aboquen a qüestionar les desigualtats socials i la manca de llibertats de l'època, passant a militar activament en diverses organitzacions d'esquerra, i va ser secretari general de 1975 a 1983 de l'Organització Comunista Bandera Roja (1975 - 1983), reelegit al 1r, 2n i 3r Congrés de l'OCBR (1975, 1976 i 1979, respectivament).[5]
- Emilio Pérez Touriño, expresident de la Xunta de Galicia (2005-2009) pel PSG-PSOE, del qual va ser secretari general (1998-2009)
- Manuel Delgado Ruiz, antropòleg
- Pilar del Castillo Vera, exministra d'Educació (2000-2004) amb el PP i diputada per aquest partit al Parlament Europeu[6]
- Guillermo Gortázar Echevarría, secretari de la Fundació Hispano Cubana
- Manuel Ludevid, ambientalista i autor de "La respuesta ambiental"
- Salvador Milà i Solsona, ex conseller Medi ambient (2003-2006) de la Generalitat Catalunya per ICV-EUiA
- Antoni Castells, ex conseller Economia de la Generalitat Catalunya pel PSC-PSOE
- Francesc Baltasar, ex conseller Medi Ambient de la Generalitat de Catalunya per ICV-EUiA
- Miguel Barroso Ayats, director Casa d'America
- Jordi Borja Sebastià, urbanista
- Joan García-Nieto, jesuïta
- Carlos Trías Sagnier, escriptor
- Domènec Font i Blanch, cineasta
- Joan Barril, periodista
- Carles Hac Mor, poeta[7]
- Jaume Melendres, director d'escena[7]
- Toni Ferrer, secretari d'acció sindical UGT
- Joan Sifre, exsecretari general CCOO País Valencià
- Carlos Lucio, dirigent obrer, mort el 1980 en enfrontament armat sent militant d'ETA
- Luis Rebullida Rius, empresari a Corea del Sud
- Rafael Rivera, arquitecte
- Xavier Vidal-Folch, periodista
- Santiago de Torres, ex delegat a Madrid de la Generalitat de Catalunya
- Pere Vilanova, professor de política internacional
- Borja de Riquer, historiador
- Ricard Vinyes, escriptor
- Manuel Castells Oliván, sociòleg
- Josep Ramoneda, exdirector del CCCB
- Manuel Campo Vidal, periodista de TVE
- Ricard Domingo, agent literari
- Federico Jiménez Losantos, periodista
- Ferran Mascarell Canalda, Conseller de Cultura de la Generalitat de Catalunya en els governs de Pasqual Maragall i Artur Mas (des de 2011)[8]
- Enric Canals i Cussó, ex director de Televisió de Catalunya
- Assumpta Roura, periodista
- Maravillas Rojo Torrecilla, ex secretària general de Treball
- Jordi López Camps, exdirector general d'Afers Religiosos de la Generalitat de Catalunya,
- Lolo Ibern, exseleccionador waterpolo
- Carles Suqué, fotògraf
- Josep Miquel Abad Silvestre, conseller delegat del Comitè Organitzador de les Olimpíades de Barcelona
- Antoni Poveda, alcalde de Sant Joan Despí
- Agustí Colomines, historiador
- Antoni Tarabini-Castellani Cabot, sociòleg.
- Octavi Martí, escriptor
- Piti Español, guionista cinematogràfic
- Jaume Carbonell Sebarroja, sociòleg
- Eulàlia Vintró Castells, filòloga
- Georgina Cisquella, presentadora de TVE
- Anna Rosa Cisquella, actriu
- Francesc Valls, periodista
- Carmen Alborch, exministra de Cultura
- Oriol Comas, creador de jocs
- Regina Farré, periodista
- Carles Navales i Turmos, periodista
- Marina Subirats i Martori, sociòloga
- Carlos Martínez Shaw, historiador
- Miguel Rodríguez Domínguez, empresari dels rellotges Festina
- Joan Oms Llohís (militant fins a 1979), exdiputat dels Verds[3]
- Maria Olivares i Usac (militant fins a 1979), feminista, exdiputada dels Verds
- Josep M. Pijuan, educador
- Assumpta Escarp, extercera tinent d'Alcalde de l'Ajuntament de Barcelona
- Celia Villalobos, exministra, diputada, i exvicepresidenta primera del Congrés dels Diputats.
- F.Xavier Corominas Mainegre. Alcalde Salt, 1991/1999.